# 硬是要鬥牛
《硬是要鬥牛》是台灣三立都會台的節目，原為一個六隊進行三對三籃球競賽的運動綜藝節目，而在進行完兩屆之後，除了更換製作單位外，節目型態也改成由兩隊藝人對抗比賽的綜藝節目。

## 主持
一開始是由黃立成主持，但主持大約三個月之後，因他自己所開的公司業務繁忙改由曾國城主持。

## 基本规则
与3x3籃球標準比賽规则不同的规则如下：
- 每队由4人组成，包括3名首发球员和1名替补球员。
- 比赛在FIBA标准球场的一个半场进行，只设一个篮框。
- 比赛通过離籃框最近的圓圈內跳球开始。
- 比赛设1名裁判，记录员、计时员各1名。
- 在三分线内进篮得2分，在三分线外进篮得3分，罚球进篮得1分。
- 在一局比賽中，先得13分的一方為勝方。
- 单次进攻时间20秒。
- 進攻方得分後防守方需洗球，重新回到三分線外洗球區交換球權、發球。
- 發球者立於發球區內，不得直接運球或投籃，必須先將球傳出。
- 若防守守方搶得籃板球、获得球权，球員須运球回3分線外（雙腳）或传球出三分线進行回線，但若球未觸及籃板或籃框，則搶得之籃板球，可直接進攻投籃不須回線。
- 死球狀態，回到三分線外洗球區、重新發球。
- 全隊犯規滿7次（不計個人犯規數）開始進行罰球，罰球未進可搶籃板球。

## 球員
- 堂本皆為冠軍隊。

第一屆
| 隊名     | 隊員（位置）                                    |
| 堂本     | 徐清峰、吳奉晟、謝博堯 （後衛）（前鋒）（中鋒） |
| DUNK     | 席誌成、朱億宗、林啟源 （後衛）（前鋒）（前鋒） |
| 終結者   | 程裕凱、陳千豪、林建信 （後衛）（前鋒）（前鋒） |
| KING     | 黃立凱、陳侑群、劉重志 （後衛）（前鋒）（中鋒） |
| 黑色閃電 | 許家旗、洪 、蘇詳偉 （後衛）（前鋒）（前鋒）    |
| 勝鬥士   | 林秉陞、陳鈞煒、楊文成 （後衛）（前鋒）（前鋒） |

第二屆
| 隊名     | 隊員（位置）                                    |
| 堂本     | 馬學民、徐清峰、柯夫 （後衛）（前鋒）（前鋒）   |
| DUNK     | 席誌成、朱億宗、張智偉 （後衛）（前鋒）（前鋒） |
| 終結者   | 曾俊裕、陳千豪、林建信 （後衛）（前鋒）（前鋒） |
| KING     | 黃立凱、李政翰、謝鎮陽 （後衛）（前鋒）（前鋒） |
| 黑色閃電 | 王昱仁、蘇詳偉、何宗佑 （後衛）（前鋒）（前鋒） |
| 勝鬥士   | 林秉陞、林瑞廣、林澤民 （後衛）（後衛）（前鋒） |

## 成績
- 總冠軍決賽採五戰三勝（BO5）。在一局比賽中，先得13分為小分勝方。[2]

| 總冠軍決賽 | 冠軍 | 勝敗表 | 亞軍 | 四強         |
| ---------- | ---- | ------ | ---- | ------------ |
| 第一屆     | 堂本 | ●●○○○  | DUNK | 終結者、KING |

| 第一屆頒獎典禮   | 獲獎者                             |
| ---------------- | ---------------------------------- |
| 得分王           | 堂本 徐清峰 （95分）               |
| 籃板王           | 終結者 林建信 （41個籃板）         |
| 火鍋王           | DUNK 朱億宗 （12個火鍋）           |
| 三分王           | 黑色閃電 大偉蘇詳偉 （14顆三分球） |
| 人氣王           | 黑色閃電 洪                        |
| 最具SBL潛力球員  | 堂本 吳奉晟                        |
| 最具有鬥牛精神   | KING 阿爆黃立凱                    |
| 最佳MVP          | DUNK 老猴席誌成                    |
| 紅包指定鬥牛賽#1 | 堂本 （勝終結者）                  |
| 紅包指定鬥牛賽#2 | DUNK （勝主持群）                  |

## 發展
- SBL：吳奉晟（臺灣銀行，第五季SBL新人選秀會第一輪第一順位）[5][6]、席誌成（達欣工程）[7]、徐清峰（米迪亞精靈）[8]、洪杰（臺灣銀行練習生）[9]、朱億宗（璞園建築）[10]。
- 校隊：蘇詳偉（國立體育學院籃球校隊隊長），當時數名球員亦皆為該校校隊。[11]